# Ionești, Brăila
Ionești este un sat în comuna Cireșu din județul Brăila, Muntenia, România. În prezent satul are mai puțin de 100 de locuitori. Majoritatea sătenilor se ocupă cu agricultura și creșterea animalelor.